# كريستوفر جورج
كريستوفر جورج (بالإنجليزية: Christopher George)‏ (و. 1929 – 1983 م) هو ممثل، وممثل تلفزيوني، من الولايات المتحدة الأمريكية، ولد في رويال أوك، توفي في لوس أنجلوس، عن عمر يناهز 54 عاماً بسبب نوبة قلبية.

## الخدمة العسكرية
خدم في قوات مشاة بحرية الولايات المتحدة.

## وصلات خارجية
- كريستوفر جورج على موقع IMDb (الإنجليزية)
- كريستوفر جورج على موقع ألو سيني (الفرنسية)
- كريستوفر جورج على موقع أول موفي (الإنجليزية)
- كريستوفر جورج على موقع قاعدة بيانات الأفلام السويدية (السويدية)
- كريستوفر جورج على موقع إن إن دي بي (الإنجليزية)
- كريستوفر جورج على موقع قاعدة بيانات الفيلم (الإنجليزية)
- كريستوفر جورج على موقع كينوبويسك (الروسية)